# Peseta
Die Peseta (deutsch Pesete; Plural: Peseten, spanisch pesetas, Abkürzung: Pts; Währungssymbol: ₧; ISO-Code: ESP) war bis zum Abschluss der Einführung des Euro im Jahr 2002 die offizielle Währung Spaniens. Außerdem wurde die Peseta in Andorra ebenso wie der französische Franc als gültiges Zahlungsmittel anerkannt.
Fünf Peseten, besonders als Münzeinheit in Form einer 5-Peseten-Münze, wurden in Spanien bis in die jüngste Zeit als duro bezeichnet.

## Bezeichnung
Der Name wird gewöhnlich als Ableitung vom Diminutiv des Wortes peso (spanisch „Gewicht“) begriffen, das selber als Name einiger Währungen verwendet wird. Peseta kann aber auch von dem katalanischen Wort peceta (ausgesprochen „peseta“) hergeleitet werden, was so viel wie „kleines Stück“ (Diminutiv von peça) bedeutet.
Für Letzteres sprechen neben sprachlichen auch historische Gründe, da die ersten als Peseta bezeichneten Münzprägungen aus Barcelona stammen und die frühesten Worterklärungen in spanischen Wörterbüchern des 18. Jahrhunderts ebenfalls von dem Wort pieza (spanisch „Stück“) als Bezugsbegriff ausgehen (la pieza que vale dos reales, „Stück im Wert von zwei Real“).

## Geschichte
Die ersten als pesetas ausgewiesenen Münzen wurden in napoleonischer Zeit zwischen 1808 und 1814 in Barcelona geprägt, die erste Münze im Wert von einer Peseta stammt aus dem Jahr 1809.
Als Leitwährung wurde die Peseta am 19. Oktober 1868 im Rahmen der Währungsreform des zehn Tage zuvor als Finanzminister der revolutionären Regierung unter der Regentschaft Serranos ins Amt gekommenen Katalanen Laureano Figuerola in Spanien eingeführt. Dabei wurden die Vorgängerwährungen, darunter der Real und der Escudo, abgeschafft und erstmals in Spanien ein reines Dezimalwährungssystem geschaffen, das bis zur Euroeinführung Bestand hatte. Die neue Währung war in die wenige Jahre zuvor entstandene Lateinische Münzunion integriert, eine Peseta war anfänglich 1:1 in einen französischen Franc und eine italienische Lira umtauschbar. Münzen erschienen zunächst zu 1, 2, 5 und 10 Céntimos in Bronze und zu 20 und 50 Céntimos sowie zu 1, 2 und 5 Peseten in Silber. Sie zeigen die sitzende España und das spanische Staatswappen. 1876 erschienen dann auch die ersten Goldpeseten im Wert von 10 und 25 Peseten, später wurden noch Stücke zu 20 und 100 Peseten in Gold ergänzt. An diesem System änderte sich bis zum Beginn der Franco-Diktatur wenig. Über das spanische Staatsgebiet hinaus war die Peseta als Währung auch im benachbarten Sultanat Marokko am Ende des 19. Jahrhunderts weit verbreitet.
Nach dem Spanischen Bürgerkrieg setzte eine hohe Inflationsrate ein und die Peseta verlor rasch an Wert. Es wurden nur noch Münzen in Eisen, Messing oder Aluminium ausgegeben anstelle von Edelmetallen. Als sich das Land Ende der 1950er Jahre stabilisierte, wurden neue Münzen zu 10 und 50 Céntimos in Aluminium, zu einer Peseta in nordischem Gold, zu 5, 25 und 50 Peseten in Kupfernickel und zu 100 Peseten in Silber herausgegeben. War eine Peseta 1933 noch 4,2 Gramm Silber wert, so waren es 1966 nur noch 0,15 Gramm, was einer Inflation mit dem Faktor 28 entspricht.
In den 1970er Jahren nahm die Inflation erneut zu, weshalb ab 1975 neue Münzen eingeführt wurden. Zunächst wurde die 100-Peseten-Silbermünze durch eine nicht aus Edelmetall bestehende 100-Peseten-Münze ersetzt. Anlässlich der Fußball-Weltmeisterschaft 1982 in Spanien erschien 1980 letztmals eine 50-Céntimos-Münze. Ab Mitte der 1980er Jahre ersetzten entsprechende Münzen die 200- und 500-Peseten-Scheine, wobei die Scheine bis zur Einführung des Euro weiterhin ihre Gültigkeit behielten. Schließlich wurde ab 1991 ein völlig neuer Münzensatz eingeführt (1, 5, 10, 25, 50 (spanische Blume genannt), 100, 200 und 500 Peseten), der bis zur Einführung des Euro 2002 im Umlauf war, wobei das mittlerweile aus Aluminium bestehende 1-Peseten-Stück schon in den Jahren vorher aus dem Alltag weitgehend verschwunden war. Auch wurden ab 1991 neue Geldscheine ausgegeben, die die alte Serie ersetzten, wobei auf die Ausgabe von Scheinen zu 200 und 500 Peseten verzichtet wurde. Diese Serie wurde vom damaligen Chefgrafiker der Deutschen Bundesdruckerei Reinhold Gerstetter entworfen.
Mit der Einführung des Euro als Verrechnungseinheit am 1. Januar 1999 wurde der offizielle Umrechnungskurs auf 1 € = 166,386 ₧ festgelegt.
Als Zahlungsmittel wurde der Euro 2002 in Spanien eingeführt, er löste damit die Peseta als Währung des Landes ab. Lediglich die spanische Nationalbank oder einige Dienstleister wechseln auch nach dem Jahre 2002 Münzen und Scheine der ehemaligen Währung in Euro. Nach Aussage der Nationalbank war der Umtausch bis zum 30. Juni 2021 möglich.
Auch in Andorra wurde die Peseta (wie auch der französische Franc) vom Euro als offizielles Zahlungsmittel abgelöst.

## Stückelung

25-Peseten-Lochmünze (1990)

Vor Einführung des Euro waren folgende Nennwerte im Umlauf:

### Münzen
Münzen: 1; (selten: 2); 5; 10; 25; 50; 100; 200; 500; (selten: 1000); (selten: 2000) Peseta

### Scheine
Scheine: (selten: 200); (selten: 500); 1000; 2000; 5000; 10.000 Peseta